# Союз умеренных партий
Союз умеренных партий (англ. Union of Moderate Parties, фр. Union des Partis Moderés) — консервативная политическая партия Вануату, пользующаяся наибольшей поддержкой у франкоговорящих избирателей. В настоящее время — крупнейшая оппозиционная партия Вануату.
Партия была создана в противовес Партии Вануаку, пользующейся поддержкой у англоговорящих избирателей. Первым руководителем партии стал Максим Карло (англ. Maxime Carlot).
На первых парламентских выборах после получения Новыми Гебридами независимости в 1983 году партия получила 12 из 39 мест в парламенте, а в 1987 году — уже 19 мест.
На протяжении 1980-х годов партия подвергала резкой критики политический курс премьер-министра Уолтера Лини.
Влияние партии возросло после парламентских выборов 1991 года, по результатам которых она получила в парламенте 19 мандатов. Создав коалицию с Национальной объединённой партией Лини, лидер Союза умеренных партий, Максим Карло, стал первым франкоговорящим премьер-министром Вануату (в честь этого события он даже изменил своё имя на Максим Карло Корман).
На выборах 1995 года партия получила всего 17 мест в парламенте. Вскоре внутри Союза умеренных партий появились серьёзные разногласия, которые привели к разделению на два лагеря: один возглавил премьер-министр Карло Корман, другой — Серж Вогор, министр иностранных дел Вануату. Как и в 1991 году, с Национальной объединённой партией была создана коалиция. Премьер-министром страны был избран франкоговорящий Серж Вогор, его заместитель — англоговорящий Уолтер Лини. Но уже спустя 48 дней Вогор был вынужден уйти в отставку после вынесения ему вотума недоверия. В феврале 1996 года Максим Карло Корман временно вернул себе пост премьер-министра, но уже в сентябре снова уступил его Вогору.
В 1998 году Корман ушёл из партии, чтобы создать собственную Республиканскую партию Вануату. Серж Вогор, родом с острова Санто, остался руководителем СУП. Партия получила 12 мест на выборах 1998 года, 15 мест на выборах 2002 года и 9 мест на выборах 2004 года. Несмотря на очевидный регресс, Вогор смог сформировать коалиционное правительство в августе 2004 года и стать премьер-министром, но потерял этот пост в результате вотума недоверия четырьмя месяцами позже.